# オットラウ
オットラウ (ドイツ語: Ottrau) は、ドイツ連邦共和国ヘッセン州シュヴァルム＝エーダー郡に属す町村（以下、本項では便宜上「町」と記述する）である。

## 地理

### 位置
オットラウはシュヴァルム＝エーダー郡の最も南の町である。この町はアルスフェルトの北東 10 km のクニュル山地の南の支脈に位置している。町内をグレンフ川南岸の支流オッター川が流れている。

### 隣接する市町村
オットラウは、北はノイキルヒェン、北東はオーバーアウラ（ともにシュヴァルム＝エーダー郡）、南東はブライテンバッハ・アム・ヘルツベルク（ヘルスフェルト＝ローテンブルク郡）、南はアルスフェルト（フォーゲルスベルク郡）、西はシュレックスバッハ（シュヴァルム＝エーダー郡）と境を接している。

### 自治体の構成
この町は、以下の6つの地区からなる。
- オットラウ
- インミヒェンハイン
- ゲルツハイン
- ショルバッハ
- クラインロッパーハウゼン
- バーンホーフ・オットラウ

## 歴史

### 記録と名前
オットラウは、775年にヘルスフェルト修道院が帝国修道院に昇格した際の資料に初めて記録されている。その後は、782年に "Ottraha"（11世紀に作成された偽書）、9世紀に "Otraho"、1057年に "Otheraba"、1232年に "Ottra"、1660年頃に "Ottrauw" として記録されている。

### 教会
"aecclesia"（キリスト教の教会）は1057年に記録されている。この教会の本来の守護聖人は判っていない。13世紀の中頃に、それまでオットラウの教会が担ってきた周辺地域の中心機能はノイキルヒェンに移された。宗教改革に伴って新たな教区が設けられたが、その地域はゲリヒト・オットラウ（裁判所の管区に基づく古い地方行政単位）と重なるものであった。この教区は1535年に初めて記録され、1569年にはゲルツハインとベルファに支部教区が設けられた。1607年に改革派教会への改宗がなされた。1747年にベルファの他にクラインロッパーハウゼンもオットラウの教区に編入された。遅くとも1585年までには独立した教区として記録されているゲルツハインは、1837年にベルファと交替する形でオットラウの教区に編入された。現在オットラウの教会は、ゲルツハインやインミヒェンハインとともにクアヘッセン＝ヴァルデック・プロテスタント教会のツィーゲンハイン教会クライスに属している。

### 人口推移
人口に関する最も古い記録は、1585年の45戸があったという記録である。1750年には63戸350人と記録されている。1861年、オットラウには488人のプロテスタント住民、7人の別宗派の住民、32人のユダヤ人が住んでいた。1961年にはプロテスタント 733人、ローマ・カトリック 23人であった。

### 行政機構の変遷
オットラウは、9世紀にはヘッセンガウに属していたが、1343年にゲリヒト・オットラウが設けられた。1585年からは、ゲリヒト・オットラウは、アムト・ノイキルヒェンに属した。1807年から1813年まではカントン・オーバーアウラに属し、1814年から1821年には再びアムト・ノイキルヒェンの所属となった。1821年から1848年までおよび1851年から1973年まではツィーゲンハイン郡に属した。拡大自治体（いくつかの集落が合併して1つの町村を形成する自治体）としてのオットラウは、ヘッセン州の地域再編に伴って1972年から1973年にそれまで独立した町村であった6つの町村、すなわちオットラウ、インミヒェンハイン、ヴァイセンボルン、ゲルツハイン、ショルバッハ、クラインロッパーハウゼンが合併して成立した。オットラウは1974年からはシュヴァルム＝エーダー郡に属している。

## 行政

### 議会
オットラウの町議会は、15議席からなる。

### 姉妹自治体
- Drávafok（ハンガリー、バラニャ県）

## 文化と見所

### 建造物
プロテスタント教会は、西暦800年よりも以前に建てられ現在では跡形もない建物の跡地に建てられている。1200年頃に建てられたこの教会は三十年戦争で損傷し、改築がなされた。外から見ると五角形だが内部は円形の内陣室は、2つの部分に分けられた長堂につながっている。長堂の、古い東側部分は13世紀、新しい西側部分は15世紀と17世紀に建設された。内陣室と長堂の東側部分はかつてはヴォールトで支えられていた。その要石は、西側および北側のファサードに再利用されている。現在の平屋根は17世紀後半に造られたものである。この教会は庭に完全に囲まれている。教会の北に「Alte Burg」と呼ばれる中世後期の石造りの建物がある。現在は農家の所有となっているが。オットラウの何世紀にも及ぶ歴史を証明する建造物である。

## 引用
1. ↑  Hessisches Statistisches Landesamt: Bevölkerung in Hessen am 31.12.2023 (Landkreise, kreisfreie Städte und Gemeinden, Einwohnerzahlen auf Grundlage des Zensus 2011)]